# دومينيكو مولر
دومينيكو مولر (بالفرنسية: Dominique Gauzin-Müller)‏ (و. 1960  م) هي مهندسة معمارية، وناقدة عمارة، وكاتبة غير روائية، وعضوة هيئة تدريس جامعية فرنسية، ولدت في فانسن.